# Långtjärnen (Sorsele socken, Lappland, 727351-155601)
Långtjärnen är en sjö i Sorsele kommun i Lappland och ingår i Umeälvens huvudavrinningsområde.